# میلاد زکی‌پور
میلاد زکی‌پور (زادهٔ ۸ اردیبهشت ۱۳۷۴) بازیکن فوتبال اهل ایران است که در پست مدافع چپ برای باشگاه فوتبال سپاهان در لیگ برتر خلیج فارس بازی می‌کند.

## سابقه باشگاهی

### دوران پایه
زکی‌پور فوتبال خود را از تیم شموشک نوشهر آغاز کرد و تقریباً پنج سال در این تیم بازی کرد. وی سپس به تهران آمد و به عضویت تیم پارسه درآمد. مدتی بعد برای خدمت سربازی به تیم مقاومت تهران پیوست.

### نفت تهران
او اولین بازی خود را برای نفت تهران در ۷ دی ۱۳۹۴ مقابل تراکتورسازی تبریز به عنوان بازیکن تعویضی انجام داد.

### استقلال
زکی‌پور در سال ۱۳۹۵ با قراردادی سه‌ساله به تیم استقلال تهران پیوست. میلاد زکی پور در اولین تجربه حضورش در استقلال توانست رقبای بزرگی در پست خود یعنی میثم مجیدی و یعقوب کریمی را پشت سر بگذارد و سپس امید نورافکن و آرمین سهرابیان را هم کنار بزند و به عنوان دفاع چپ آبی پوشان در لیگ برتر بازی کند.عملکرد خوب او باعث شد مربیانی همچون علیرضا منصوریان و سپس وینفرید شفر با اطمینان تمام او را در ترکیب اصلی استقلال قرار دهند. وی اولین گل خود را با پیراهن استقلال در مصاف استقلال و پیکان در هفته شانزدهم لیگ برتر ۹۸–۱۳۹۷ به ثمر رساند.

### گل‌گهر
زکی پور در ۱۳ آبان ۱۳۹۹ با قراردادی یک ساله به باشگاه گل گهر سیرجان پیوست. پس از یک فصل حضور در این تیم وی در ۲۵ مرداد ۱۴۰۰ قرارداد خود را یک سال دیگر با گل‌گهر سیرجان تمدید کرد.

### سپاهان
زکی پور در ۳ تیر ۱۴۰۱ با قراردادی ۲ ساله به باشگاه فوتبال سپاهان پیوست.

### بازگشت به استقلال
وی در ۱۳ تیر ۱۴۰۳ مجدداً با قراردادی ۲ ساله باشگاه فوتبال استقلال تهران پیوست. نخستین بازی وی با پیراهن استقلال در مقابل تیم شمس آذر در قزوین بود.

### بازگشت به سپاهان
زکی پور در بهمن ۱۴۰۳ مجدداً به سپاهان بازگشت.

## آمار باشگاهی
تا تاریخ ۲۵ اردیبهشت ۱۴۰۴
| تیم             | بخش             | فصل             | لیگ برتر | لیگ برتر | جام حذفی | جام حذفی | آسیا | آسیا | مجموع | مجموع |
| تیم             | بخش             | فصل             | بازی     | گل       | بازی     | گل       | بازی | گل   | بازی  | گل    |
| --------------- | --------------- | --------------- | -------- | -------- | -------- | -------- | ---- | ---- | ----- | ----- |
| نفت تهران       | لیگ برتر        | ۲۰۱۵–۲۰۱۶       | ۵        | ۰        | ۰        | ۰        | –    | –    | ۵     | ۰     |
| مجموع نفت تهران | مجموع نفت تهران | مجموع نفت تهران | ۵        | ۰        | ۰        | ۰        | –    | –    | ۵     | ۰     |
| استقلال         | لیگ برتر        | ۲۰۱۶–۲۰۱۷       | ۱۵       | ۰        | ۱        | ۰        | ۸    | ۰    | ۲۴    | ۰     |
| استقلال         | لیگ برتر        | ۲۰۱۷–۲۰۱۸       | ۲۰       | ۰        | ۲        | ۰        | ۳    | ۰    | ۲۵    | ۰     |
| استقلال         | لیگ برتر        | ۲۰۱۸–۲۰۱۹       | ۲۱       | ۱        | ۲        | ۰        | ۴    | ۰    | ۲۷    | ۱     |
| استقلال         | لیگ برتر        | ۲۰۱۹–۲۰۲۰       | ۱۷       | ۰        | ۵        | ۰        | ۵    | ۰    | ۲۷    | ۰     |
| استقلال         | لیگ برتر        | ۲۰۲۴–۲۰۲۵       | ۱۴       | ۰        | ۱        | ۰        | ۶    | ۰    | ۲۱    | ۰     |
| مجموع استقلال   | مجموع استقلال   | مجموع استقلال   | ۸۷       | ۱        | ۱۱       | ۰        | ۲۶   | ۰    | ۱۲۴   | ۱     |
| گل‌گهر           | لیگ برتر        | ۲۰۲۰–۲۰۲۱       | ۲۹       | ۰        | ۴        | ۰        | –    | –    | ۳۳    | ۰     |
| گل‌گهر           | لیگ برتر        | ۲۰۲۱–۲۰۲۲       | ۲۳       | ۱        | ۲        | ۰        | –    | –    | ۲۵    | ۱     |
| مجموع گل‌گهر     | مجموع گل‌گهر     | مجموع گل‌گهر     | ۵۲       | ۱        | ۶        | ۰        | –    | –    | ۵۸    | ۱     |
| سپاهان          | لیگ برتر        | ۲۰۲۳–۲۰۲۲       | ۲۵       | ۳        | ۲        | ۰        | –    | –    | ۲۷    | ۳     |
| سپاهان          | لیگ برتر        | ۲۰۲۴–۲۰۲۳       | ۲۷       | ۰        | ۳        | ۰        | ۷    | ۰    | ۳۷    | ۰     |
| سپاهان          | لیگ برتر        | ۲۰۲۴–۲۰۲۵       | ۱۲       | ۰        | ۱        | ۱        | –    | –    | ۱۳    | ۱     |
| مجموع سپاهان    | مجموع سپاهان    | مجموع سپاهان    | ۶۴       | ۳        | ۶        | ۱        | ۷    | ۰    | ۷۷    | ۴     |
| مجموع آمار      | مجموع آمار      | مجموع آمار      | ۲۰۸      | ۵        | ۲۳       | ۱        | ۳۳   | ۰    | ۲۶۴   | ۶     |

## آمار ملی

### بازی‌های ملی
تا تاریخ ۲۳ مارس ۲۰۲۳
| ایران | ایران | ایران |
| سال   | بازی  | گل    |
| ----- | ----- | ----- |
| ۲۰۲۳  | ۱     | ۰     |
| مجموع | ۱     | ۰     |

## افتخارات

### استقلال

#### لیگ برتر
- لیگ برتر خلیج فارس: ۱۷–۲۰۱۶ نایب قهرمان
- لیگ برتر خلیج فارس: ۲۰–۲۰۱۹ نایب قهرمان

#### جام حذفی
- جام حذفی فوتبال ایران: ۹۷–۱۳۹۶ قهرمان
- جام حذفی فوتبال ایران: ۹۹–۱۳۹۸ نایب قهرمان

سپاهان
- لیگ برتر خلیج فارس: ۲۳–۲۰۲۲ نایب قهرمان
- جام حذفی فوتبال ایران: ۰۳–۱۴۰۲ قهرمان

### فردی
- بهترین مدافع چپ سال ۱۳۹۵ در نوروز فوتبالی
- تیم منتخب سال ۱۳۹۵ نوروز فوتبالی